# Ангули
Ангули (Ангурли; тадж. Ангулӣ) — село в районе Рудаки Республики Таджикистан. Входит в состав джамоата (сельской общины) Эсанбой района Рудаки.
Находится на расстоянии 42 км от райцентра (пгт. Сомониён) и 20 км от центра общины (село Эсанбой).
Население — 262 чел. (2017).